# Помічнянська сільська рада
| Помічнянська сільська рада — колишній орган місцевого самоврядування у Новоукраїнському районі Кіровоградської області з адміністративним центром у с. Помічна. Сільській раді підпорядковані населені пункти: - с. Помічна - с. Новопавлівка - с. Червоний Розділ |

## Склад ради
Рада складається з 16 депутатів та голови.

### Керівний склад ради
| ПІБ                              | Основні відомості                                                                 | Дата обрання | Дата звільнення |
| -------------------------------- | --------------------------------------------------------------------------------- | ------------ | --------------- |
| Сержантов Володимир Анатолійович | Сільський голова, 1950 року народження, освіта, член Комуністичної партії України | 26.03.2006   | 31.10.2010      |
| Павленко Микола Михайлович       | Сільський голова, 1951 року народження, освіта вища, член Партії регіонів         | 31.10.2010   |                 |

Примітка: таблиця складена за даними джерела

## Населення
Згідно з переписом УРСР 1989 року чисельність наявного населення сільської ради становила 1703 особи, з яких 767 чоловіків та 936 жінок.
За переписом населення України 2001 року в сільській раді мешкала 1471 особа.

### Мова
Розподіл населення за рідною мовою за даними перепису 2001 року:
| Мова       | Відсоток |
| ---------- | -------- |
| українська | 93,92 %  |
| російська  | 4,72 %   |
| молдовська | 0,75 %   |
| білоруська | 0,41 %   |
| вірменська | 0,14 %   |